# Квіткокол ультрамариновий
Квіткокол ультрамариновий (Diglossa glauca) — вид горобцеподібних птахів родини саякових (Thraupidae). Мешкає в Андах.

## Опис
Довжина птаха становить 11-12 см, вага 9,5-13 г. Самці мають переважно темно-синє забарвлення, обличчя у них чорне, крила і хвіст темні з більш світлими краями. Очі золотисті, дзьоб чорний, дещо вигнутий догори, не гачкуватий, лапи темні. Самиці мають дещо тьмяніше забарвлення.

## Підвиди
Виділяють два підвиди:
- D. g. glauca Sclater, PL & Salvin, 1876 — східні схили Анд на південному заході Колумбія (захід Какети, захід Путумайо, схід Нариньйо) і в Еквадорі (на південь до кордона з Перу в горах Кордильєра-дель-Кондор);
- D. g. glauca Hellmayr, 1930[5] — східні схили Анд в Перу (на південь від Мараньйона) і Болівії (на південь до Кочабамби).

## Поширення й екологія
Ультрамаринові квіткоколи мешкають в Колумбії, Еквадорі, Перу і Болівії. Вони живуть в кронах вологих гірських і хмарних тропічних лісів та на узліссях. В Колумбії зустрічаються переважно на висоті від 1400 до 2300 м над рівнем моря, в Еквадорі на висоті від 1000 до 1800 м над рівнем моря, в Перу на висоті від 1000 до 2300 м над рівнем моря. Живуть поодинці або парами, часто приєднуються до змішаних зграй птахів. Живляться нектаром і комахами, яких шукають серед рослинності.